# Okta
| Valore | Descrizione                                        |
| ------ | -------------------------------------------------- |
| 0 okta | Cielo terso, completamente sereno e senza nuvole.  |
| 1 okta | Cielo sereno con rare nuvole sparse.               |
| 2 okta | Nuvole sparse qua e là.                            |
| 3 okta | Nuvole sparse che tendono a raggrupparsi.          |
| 4 okta | Metà del cielo è coperto dalle nuvole.             |
| 5 okta | Poco più di metà del cielo è coperto dalle nuvole. |
| 6 okta | Cielo nuvoloso con schiarite sparse.               |
| 7 okta | Cielo nuvoloso con rare schiarite.                 |
| 8 okta | Cielo completamente coperto.                       |

In meteorologia l'okta è un'unità di misura utilizzata per indicare la nuvolosità del cielo, stimata in termini di quanti ottavi di esso sono oscurati dalle nuvole: dal sereno, 0 okta, fino al completamente coperto, 8 okta. Inoltre nel codice SYNOP vi è, per la nuvolosità, l'indicatore '9', che significa che il cielo è completamente oscurato, di solito a causa di una fitta nebbia o di un'abbondante nevicata.
Gli okta sono spesso utilizzati anche in aviazione, nei bollettini meteorologici (METAR e TAF), per indicare il livello di copertura nuvolosa congiuntamente all'indicazione sulla base della nube.
- SKC = Sky clear (0 okta) (cielo sereno)
- FEW = Few (da 1 a 2 okta) (qualche nuvola isolata)
- SCT = Scattered (da 3 a 4 okta) (quasi la metà del cielo occupata da nuvole)
- BKN = Broken (da 5 a 7 okta) (oltre la metà del cielo occupata da nuvole)
- OVC = Overcast (8 okta) (completamente coperto)
- NSC = nil significant cloud (senza nuvole significative)
- CAVOK = ceiling and visibility okay (cielo sereno e visibilità oltre i 10 km).

Anche se relativamente semplice da misurare, siccome la copertura nuvolosa è semplicemente stimata a seconda dell'area del cielo oscurata da nuvole, non tiene conto del tipo di nuvola o della densità. Questo limita il suo utilizzo ad esempio per la stima dell'albedo di una nuvola.